# 额头吻

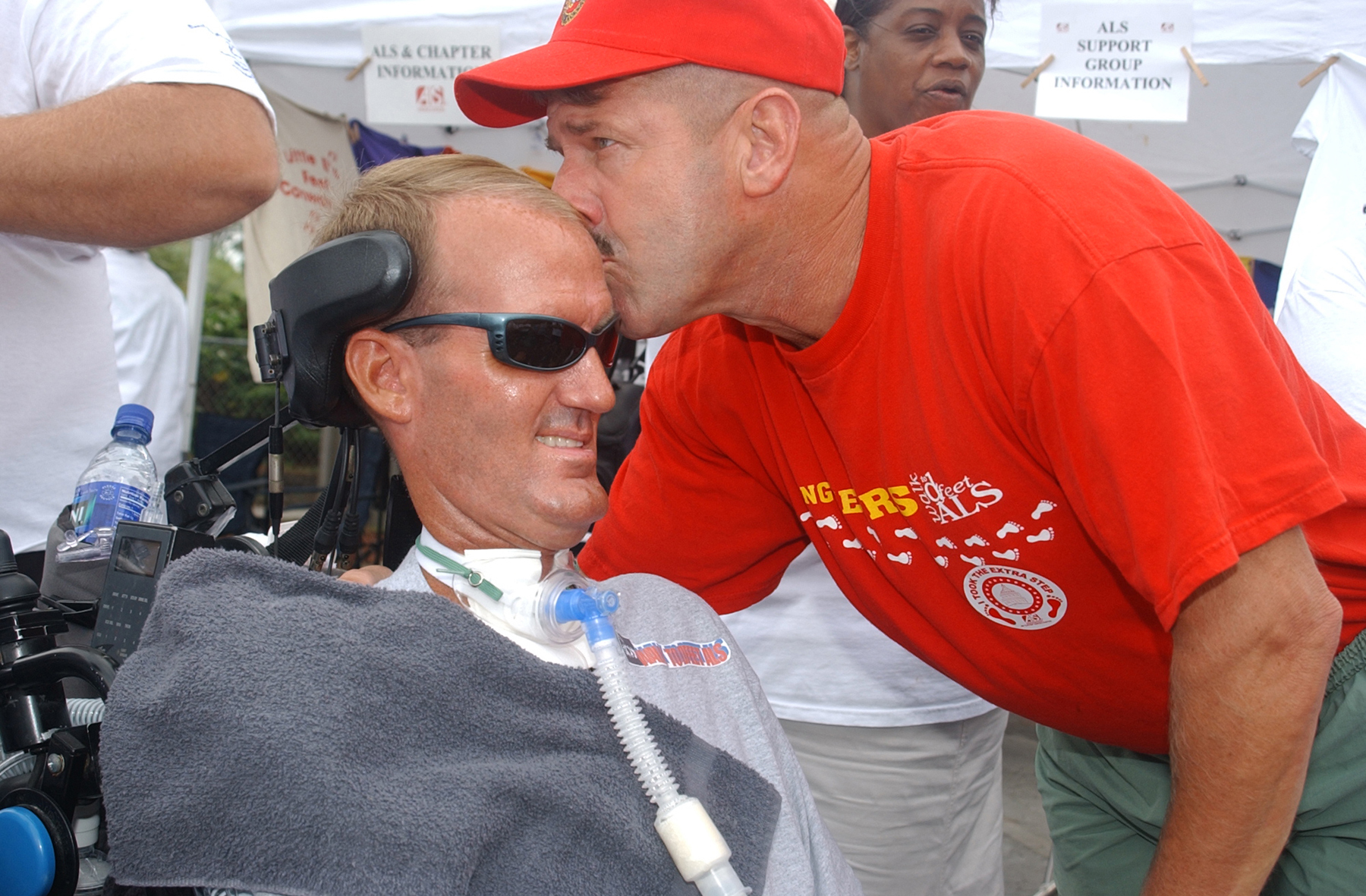
额头吻

额头吻是指親吻他人的頭額，這是一种用來問候或安慰他人的親吻姿勢。在一些阿拉伯文化中，有人在向對方道歉的時候會親吻他人的頭額。其他地区也有親吻额头的习俗，比如库尔德社会中的长辈会亲吻年轻人的额头。额头吻也是一种示爱方式，然而有人认为亲吻別人的额头并不浪漫，所以不會通過親吻額頭的方式來示愛。甚至有人表示，在某些情况下，親吻額頭反而表明兩人之間的關係並不是非常親密。